# Бобовников, Николай Дмитриевич
Николай Дмитриевич Бобовников — советский хозяйственный, государственный и политический деятель.

## Биография
Родился в 1907 году в Курске. Член КПСС.
Образование высшее (окончил Московский горный институт)
С 1925 года — на хозяйственной, общественной и политической работе.

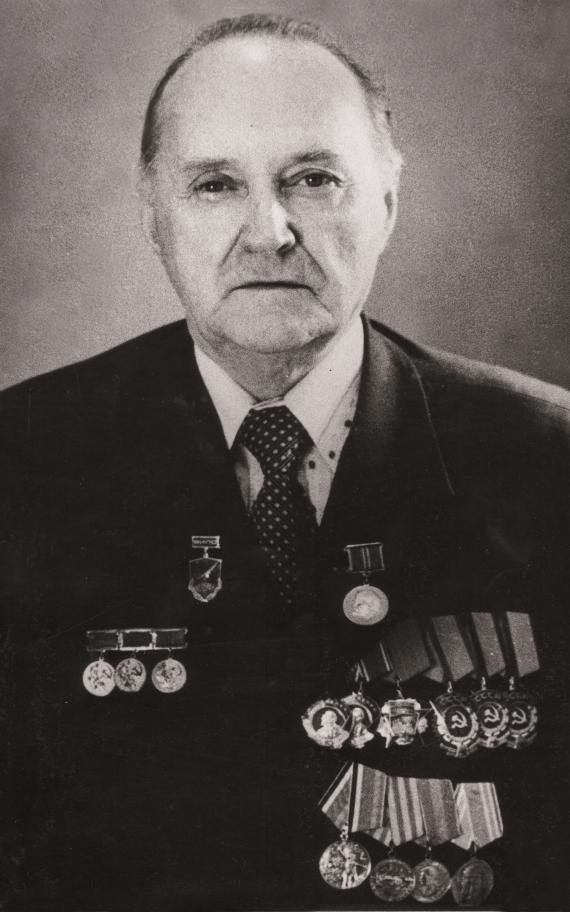

До 1926 гг. — ученик литейщика на заводе «Искра».
- В 1930—1933 гг. — инженер ОИМА ЦАГИ.[1]
- В 1933—1937 гг. — инженер ВИАМ.[1]
- В 1938—1951 гг. — начальник листопрокатного цеха, главный инженер Ступинского металлургического завода.[1]
- В 1951—1955 гг. — начальник ВИАМ.[1]
- В 1955—1957 гг. — начальник отдела НИР ГКНТ СССР.[1]
- В 1957—1965 гг. — главный инженер управления металлургии Московского совнархоза.[1]
- В 1965—1975 гг. — заместитель директора ВИЛС.[1]

С 1975 гг. — персональный пенсионер.
Жил в Ступино. Похоронен в Москве на Кунцевском кладбище.

## Награды
Награждён двумя орденами Ленина, орденом Октябрьской Революции, тремя орденами Трудового Красного Знамени.
За разработку и внедрение в производство метода бесслиткового проката цветных металлов был в составе коллектива удостоен Сталинской премии за выдающиеся изобретения и коренные усовершенствования методов производственной работы 1943 года.
За создание машины для литья крупных листовых слитков из лёгких сплавов был в составе коллектива удостоен Сталинской премии за выдающиеся изобретения и коренные усовершенствования методов производственной работы 1946 года.